# Луис Галван
Луис Адолфо Галван (Фернандез, 24. фебруар 1948 — Кордоба, 5. мај 2025) био је аргентински фудбалер, који је играо на позицији централног бека. Био је најпознатији по томе што је учествовао у победничком тиму Светског купа 1978. године.